# BOØWY meets PERSONZ〜GIRLS, WILL BE GIRLS〜
『BOØWY meets PERSONZ〜GIRLS, WILL BE GIRLS〜』（ボウイ・ミーツ・パーソンズ）は、日本のロックバンド、PERSONZ初のカバーアルバムで2作同時リリースある。
PERSONZのセルフカバーとBOØWYのカバー「HONKY TONKY CRAZY」「B・BLUE」「わがままジュリエット」「RAIN IN MY HEART」「NO. NEW YORK」を収録。初回版と2010年版でジャケットが2種類存在するが、収録内容は同じである。

## 収録曲
1. 7 COLORS(Over The Rainbow)
（作詞：JILL / 作曲：渡邉貢）
2. HONKY TONKY CRAZY
（作詞：BOØWY / 作曲：BOØWY）
3. SLEEPING BEAUTY
（作詞：JILL / 作曲：渡邉貢）
4. B・BLUE
（作詞：氷室京介 / 作曲：布袋寅泰）
5. VENUSの憂鬱
（作詞：JILL / 作曲：渡邉貢）
6. わがままジュリエット
（作詞：氷室京介 / 作曲：氷室京介）
7. MAYBE CRAZEE -I LOVE YOU-
（作詞：JILL / 作曲：渡邉貢）
8. RAIN IN MY HEART
（作詞：松井恒松 / 作曲・編曲：布袋寅泰）
9. NO. NEW YORK
（作詞：深沢和明 / 作曲：布袋寅泰）
10. DEAR FRIENDS
（作詞：JILL / 作曲：渡邉貢）

## 品番
- CD:XNHT-10018